# Skindred
Skindred est un groupe britannique de heavy metal originaire de Newport au Pays de Galles. 
Il est né des cendres de Dub War et mêle des styles différents comme le ragga par la voix du chanteur Benji Webbe et le metal, le punk par les rythmiques et les riffs des musiciens. Leur premier album, Babylon, est produit par Howard Benson (également producteur pour Papa Roach, Hoobastank et POD) et est mixé par Rick Will.

## Biographie
Dub War est formé à Newport en 1993, et signe au label Earache Records. Selon le chanteur Benji Webbe, « Ils ne nous laissaient rien enregistrer, et ne nous rémunéraient pas, ce qui fait qu'on se prenaient tous la tête les uns envers les autres jusqu'à qu'on n'ai aucun autre choix que de se séparer ou de s'entretuer. » Dub War se sépare en 1998, et Webbe forme Skindred avec le bassiste Daniel Pugsley, le guitariste Mikeydemus, et le batteur Arya Goggin ; Webbe se retrouvera incapable de former un nouveau projet avec les autres membres de Dub War. En 2002, Skindred publie son premier album, Babylon. Une fois réédité en 2003 par RCA Records, l'album est de nouveau réédité, cette fois au label Lava Records, le 14 août 2004. AllMusic explique que « Skindred ne se consacre apparemment plus à l'innovation [...] Vivement recommandé aux fans du genre comme Soulfly et System of a Down... »

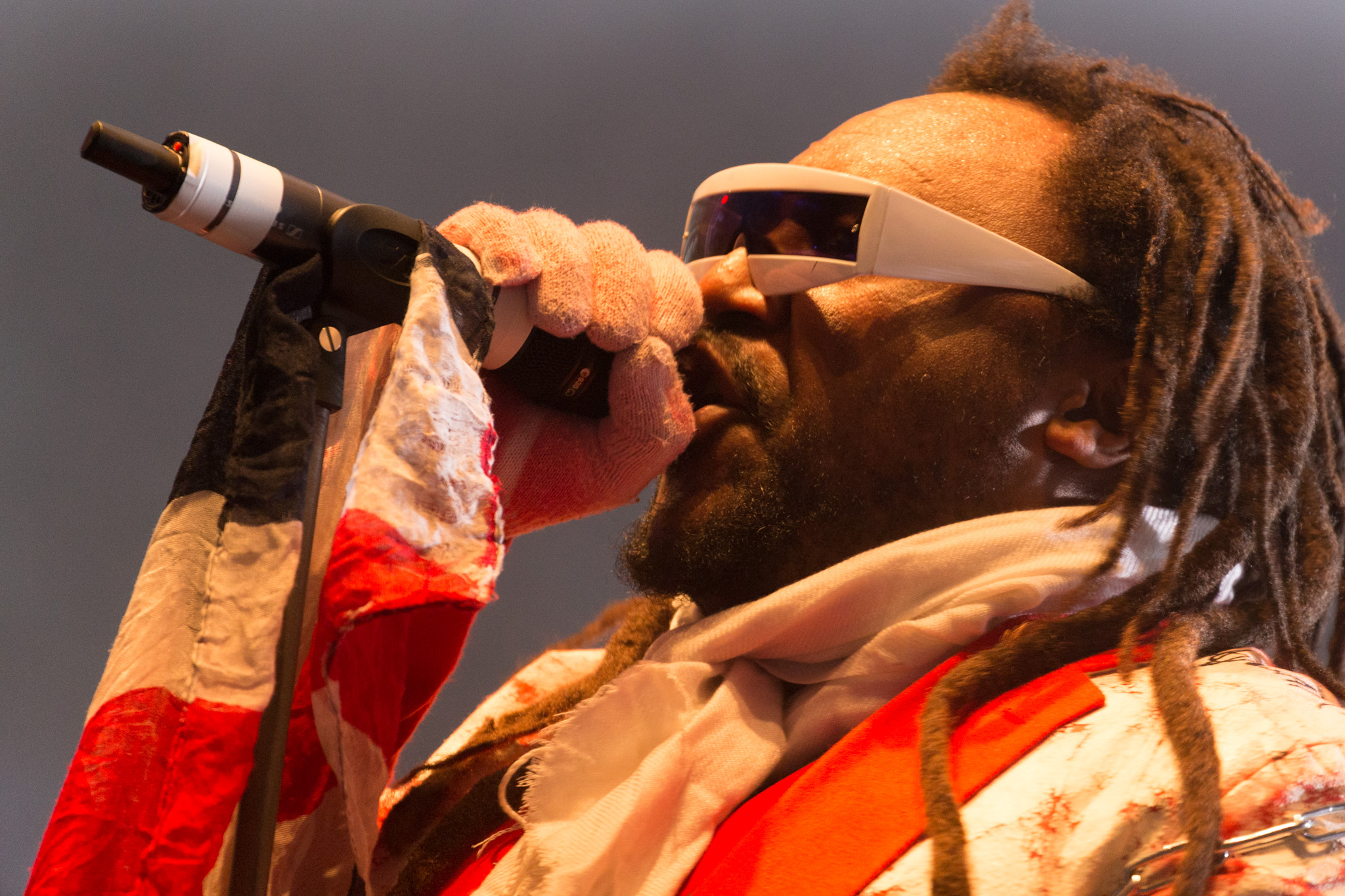
Skindred au Eier mit Speck Festival (Allemagne) en 2014.
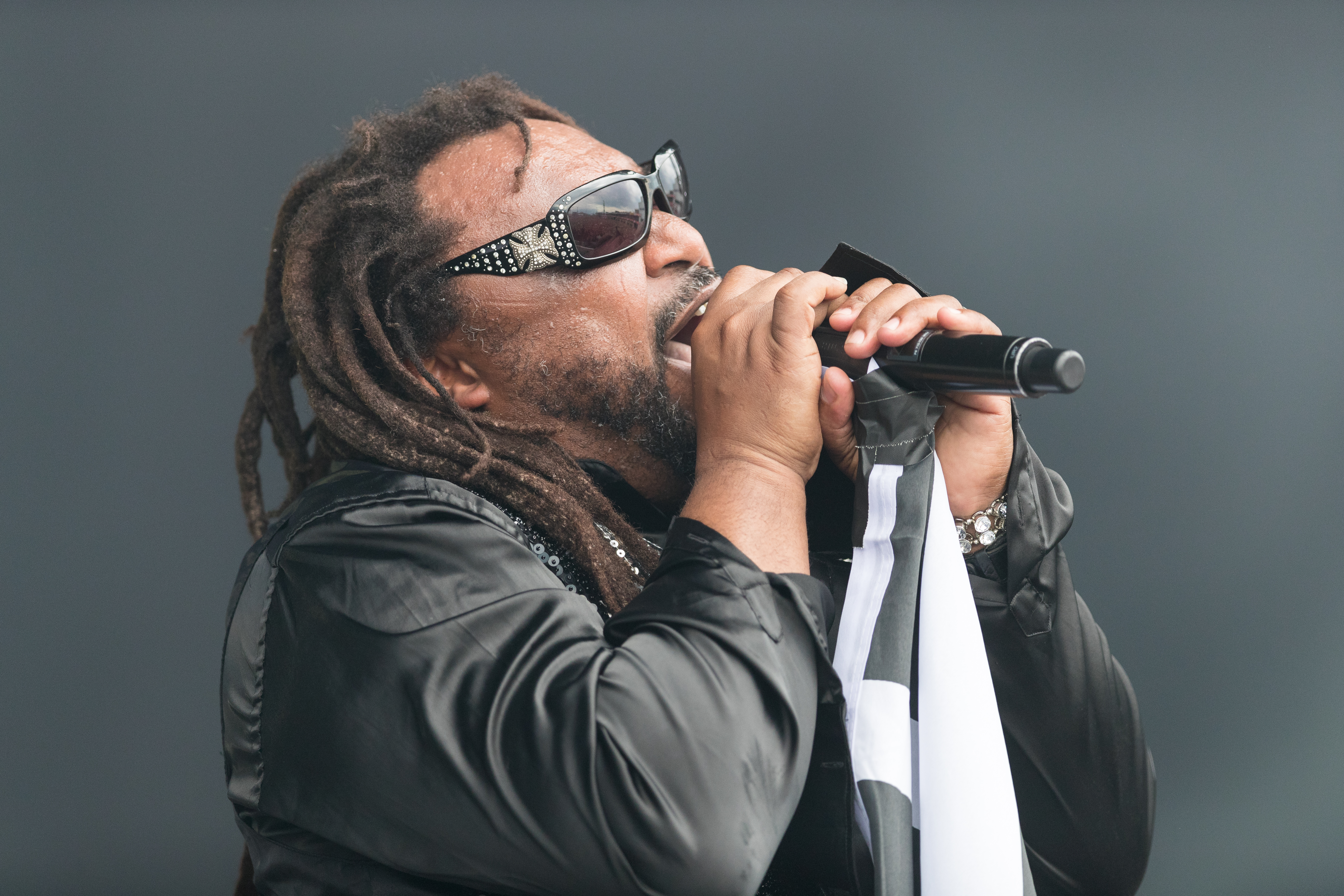
Benji Webbe, chanteur de Skindred, au festival Rock am Ring (Allemagne) en 2017.
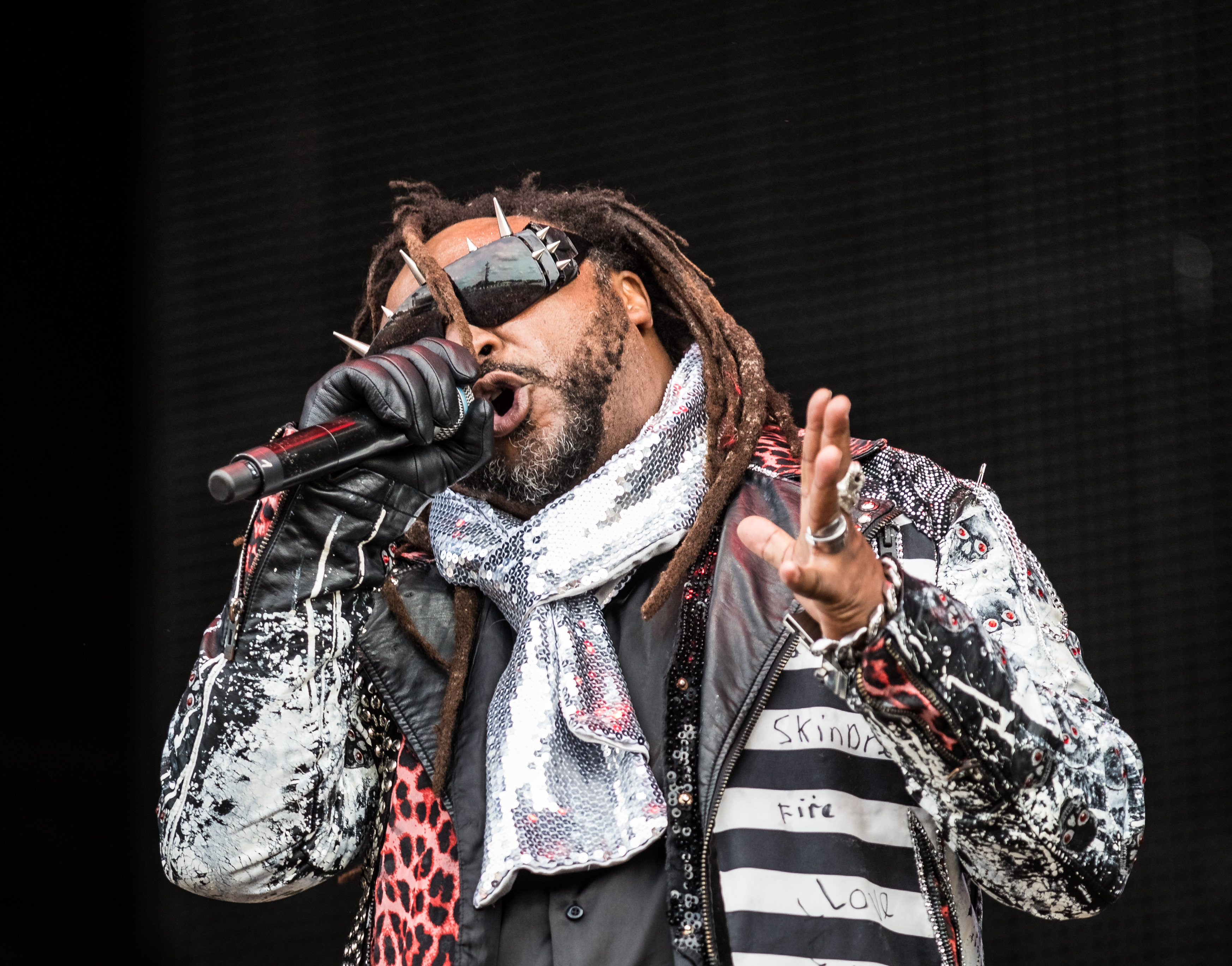
Skindred au Wacken Open Air (Allemagne) en 2018.

Aux États-Unis, Babylon atteint la première place des Billboard Top Reggae Albums, la 5e place des Top Heatseekers, et la 189e place du Billboard 200; le single Nobody atteint la 14e place des Mainstream Rock Tracks et la 23e des Modern Rock Tracks en 2004. En 2005, le single Pressure atteint la 30e place des Hot Mainstream Rock Tracks. En 2006, Babylon atteint encore une fois la première place des Top Reggae Albums. 
Le chanteur Benji Webbe fait une apparition live remarquée au Download Festival avec Korn sur A.D.I.D.A.S., en remplacement de Jonathan Davis admis d'urgence à l'hôpital. Il participe aussi en studio avec Soulfly sur Prejudice et Bullet for My Valentine sur Take it Out on Me.
Le 23 octobre 2007, Skindred publie son deuxième album, Roots Rock Riot sur le label Bieler Bros. Records. Aux États-Unis, l'album atteint la sixième place du Top Heatseekers et la 22e place du Top Independent Albums. L'album studio Shark Bites and Dog Fights est publié en septembre 2009.
En 2011, Dan Sturgess est recruté pour les performances live de Skindred. Le quatrième album studio du groupe, Union Black, est publié le 5 avril 2011 exclusivement au Royaume-Uni et en Europe. Le 1er juillet, il est publié en Allemagne, en Autriche, et en Suisse. Le groupe se lance dans une tournée britannique en soutien à l'album avec le groupe de post-hardcore américain Chiodos et le groupe local Me Vs Hero. Leur concert à Londres est filmé à Scuzz TV. Skindred joue dans plusieurs festivals européens comme le Download Festival, le Boardmasters Festival, le Wacken Open Air, Przystanek Woodstock, et le Sonisphere Festival en Espagne et en Suisse.
En mars 2013, le groupe publie une vidéo d'eux au Chairworks Studio de Cas Vegas, annonçant un cinquième album. En avril 2013, le groupe annonce le titre de l'album, Kill the Power. L'album est ensuite publié le 24 janvier 2014. Il débute 37e dans les classements iTunes. Entre leurs cinquième et sixième albums, Skindred quitte le label BMG et signe avec Napalm Records. Le 30 octobre 2015, le groupe publie l'album Volume, qui atteint la 55e place sur iTunes.

## Style musical

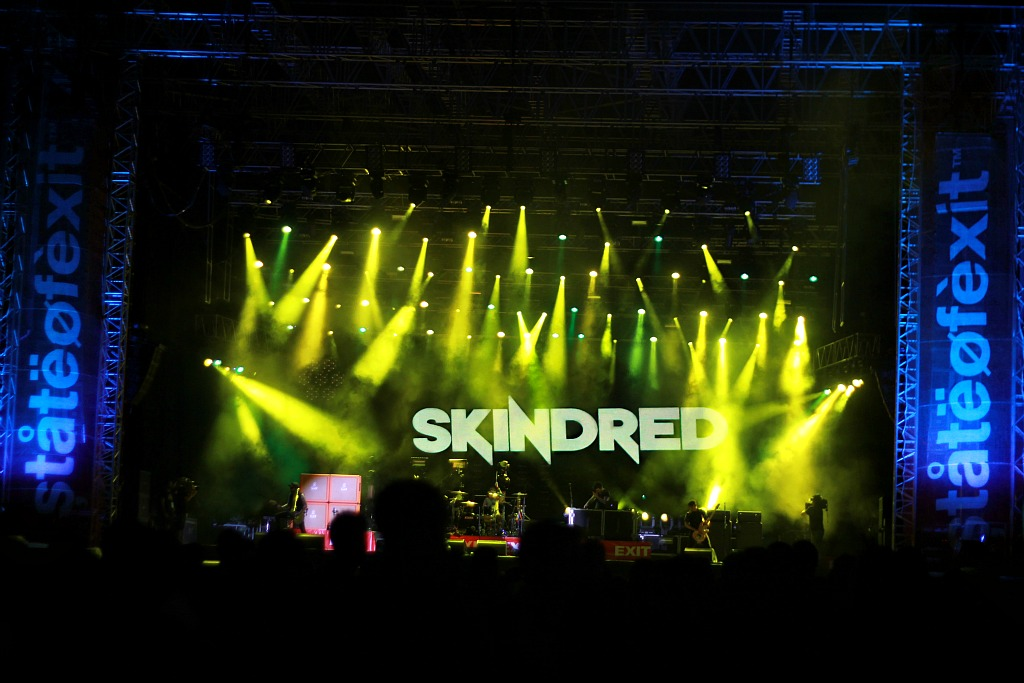
Skindred à l'Exit festival en 2012.

Skindred mêle heavy metal, punk rock, hip-hop, electronica et reggae pour créer un style musical particulier. Le groupe appelait son style « ragga metal »,. Benji Webbe considérait, pour rire, leur style musical comme du « nu-reggae », en référence au terme nu metal. Skindred a souvent été comparé aux Bad Brains.

## Membres

### Membres actuels
- Benji Webbe – chant (depuis 1998)
- Michael Fry (a.k.a. Mikey Demus) – guitare, chœurs (depuis 2002)
- Dan Pugsley – basse, programmations, chœurs (depuis 1998)
- Arya Goggin – batterie (depuis 2002)
- Dan Sturgess (a.k.a. Brixton / Sanchez) – DJing, programmations, chœurs (depuis 2011)

### Anciens membres
- Jeff Rose – guitare (1998-2002)
- Martyn « Ginge » Ford – batterie (1998-2002)